# Falketind
Der Falketind ist ein 2067 moh. (Nordgipfel) hoher Berg in Norwegen. Er liegt in der Provinz Vestland und gehört zur Gemeinde Årdal. Die Schartenhöhe beträgt 175 m. Die Dominanz zum nächsthöheren Berg, dem Stølsnostinden, beträgt 1,78 km.
Die Erstbesteigung erfolgte im Jahr 1820 durch Christian Boeck, Baltazar Mathias Keilhau und Ole Urdi.